# Gerrit Noltensmeier
Gerrit Noltensmeier (* 30. Juli 1941 in Wien) ist ein deutscher reformierter Geistlicher. Von 1996 bis 2005 amtierte er als Landessuperintendent der Lippischen Landeskirche.

## Leben
Noltensmeier wurde als Sohn des reformierten Pfarrers und späteren österreichischen Landessuperintendenten Hermann Noltensmeier in Wien geboren. 1954 übernahm der aus Lippe stammende Vater eine Pfarrstelle an der Erlöserkirche in Detmold, wo Gerrit Noltensmeier Abitur machte. Nach dem Studium der Evangelischen Theologie in Marburg, Wien, Bonn und Tübingen trat er 1969 seine erste Pfarrstelle in der Kirchengemeinde Lieme (Ortsteil von Lemgo) an, in der er bereits Vikar gewesen war. 1976 wurde er Schulreferent der Lippischen Landeskirche. Von 1980 bis 1996 war er Pfarrer der evangelisch-reformierten Kirchengemeinde St. Johann in Lemgo. Daneben war er ab 1985 Mitglied der Synode der Evangelischen Kirche in Deutschland und leitete ab 1986 als Präses die Landessynode seiner Kirche.
1996 wählte die Synode ihn zum Landessuperintendenten, also leitenden Geistlichen, der Lippischen Landeskirche. Im selben Jahr wurde er auch zum stellvertretenden Moderator des Reformierten Bundes gewählt. Er trat im Herbst 2005 in den Ruhestand, behielt aber sein Mandat im Rat der Evangelischen Kirche in Deutschland (EKD), in den er 2003 gewählt worden war, bis 2009. Von 2006 bis 2009 fungierte er als Beauftragter des Rates der EKD für den Sudan. Von 2010 bis 2015 war er Mitglied des Lenkungsausschusses für die Revision der Lutherbibel 2017; seitdem arbeitet er an der Übersetzung alttestamentlicher Bücher für die BasisBibel.
Noltensmeier erhielt Ehrendoktorwürden der Theologischen Fakultät der Universität Münster (2005) und der Reformierten Universität Debrecen (2006).